# Sandvika Storsenter

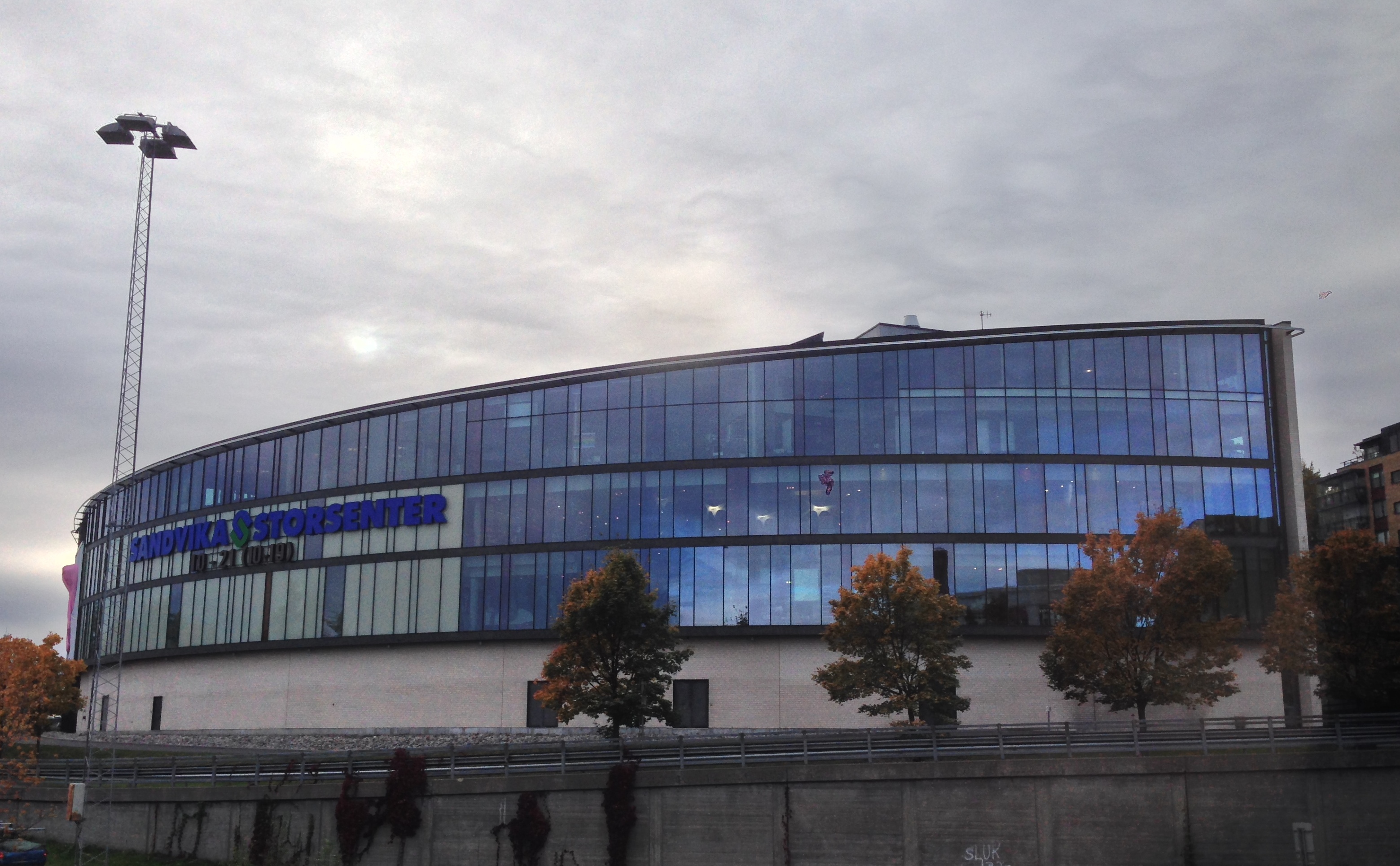
Sandvika_Storsenter

Sandvika Storsenter är ett köpcentrum i Norge. Det ligger i Sandvika i Bærums kommun utanför Oslo och har 190 butiker på 60.000 m², och är med det Skandinaviens näst största köpcenter räknat i antal butiker. Köpcenteret vann 2011 priset för Nordens bästa köpcentrum.  Omsättningen var 1.544 miljarder 2002. Köpcentret ägs av Olav Thon-gruppen.
Sandvika storsenter byggdes ut under 2007. Invigningen av den nya delen gjordes 17 oktober 2007.